# Халтерн ам Зе
Халтерн ам Зе (њем. Haltern am See) град је у њемачкој савезној држави Северна Рајна-Вестфалија. Једно је од 10 општинских средишта округа Реклингхаузен. Према процјени из 2010. у граду је живјело 38.029 становника. Посједује регионалну шифру (AGS) 5562016, NUTS (DEA36) и LOCODE (DE HTN) код.

## Географски и демографски подаци
Халтерн ам Зе се налази у савезној држави Северна Рајна-Вестфалија у округу Реклингхаузен. Град се налази на надморској висини од 40 метара. Површина општине износи 158,5 km². У самом граду је, према процјени из 2010. године, живјело 38.029 становника. Просјечна густина становништва износи 240 становника/km².

## Међународна сарадња
| Мјесто     | Држава               | Врста сарадње | Од    |
| ---------- | -------------------- | ------------- | ----- |
|            | Пољска               | контакт       | 1992. |
| Рочфорд    | Уједињено Краљевство | партнерство   | 1984. |
|            | Француска            | партнерство   | 1993. |
| Санкт Фајт | Аустрија             | партнерство   | 1972. |
| Извор      |                      |               |       |